# Klepacze (powiat białostocki)
Klepacze – wieś w Polsce położona w województwie podlaskim, w powiecie białostockim, w gminie Choroszcz. Leży nad Horodnianką. Przez Klepacze przebiega międzynarodowa linia kolejowa Warszawa – Białystok – Petersburg.
We wsi w budynku przy ulicy Niewodnickiej 19 znajduje się jednostka Ochotniczej Straży Pożarnej i Filia Biblioteczna w Klepaczach Miejsko-Gminnej Biblioteki Publicznej w Choroszczy. 
W latach 1975–1998 miejscowość należała administracyjnie do województwa białostockiego.
Wierni kościoła rzymskokatolickiego należą do parafii św. Antoniego Padewskiego w Niewodnicy Kościelnej. 
Z kolei w strukturach administracyjnych kościoła prawosławnego Klepacze podlegają parafii Zaśnięcia Najświętszej Maryi Panny w Starosielcach. 

## Historia
Wieś powstała w pierwszej połowie XVI wieku. Była w wójtostwie pomihackim. Wchodziła w skład włości zamku suraskiego, ekonomii grodzieńskiej. Wymienione są Klepacze w 1560 roku w registrze poborowym – wieś posiadała wówczas 54 włók gruntu, od którego pobór wynosił 83 grosze od włóki. 
W 1795 Klepacze były wsią królewską w starostwie suraskim w ziemi bielskiej województwa podlaskiego. 
Staroruskie cerkwisko  - miejsce u zbiegu dawnych dróg do Niewodnicy i Oliszek (obecne skrzyżowanie ulicy Polnej i Niewodnickiej), gdzie mieściła się karczma, obok której znajdowała się cerkiew.

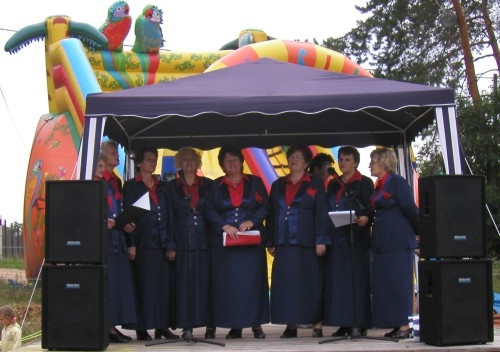
Zespół "Klepaczanki"

## Kultura
We wsi działa zespół folklorystyczny Klepaczanki.

## Sport
W gminnej lidze wieś reprezentuje zespół Fuzja Klepacze.